# Робин, Кори
Кори Робин (англ. Corey Robin; род. 1967 года) — американский политолог.
Окончил Принстонский университет (бакалавр искусств в истории, 1989). Степень доктора философии по политологии Йельского университета (1999).
Адъюнкт-профессор политологии Бруклинского колледжа и Центра выпускников Городского университета Нью-Йорка.
Его книга «Страх. История политической идеи» была отмечена наградой Американской политологической ассоциации и переведена на китайский, французский, греческий, итальянский, румынский, русский и испанский языки.
Осенью 2011 года вышла его следующая книга «Реакционный дух. Консерватизм от Эдмунда Берка до Сары Пэйлин», в переиздании которой 2018 года имя Пэйлин в заглавии заменено на Дональда Трампа.
Его статьи печатали The New York Times, The Washington Post, Harper's, The Nation, American Political Science Review, Social Research, London Review of Books, Jacobin, Dissent и др. 
По политическим убеждениям — либерал. Считает, что проблема капитализма не просто в том, что он «делает нас бедными, а в том, что он делает нас несвободными».

## Труды
- Страх. История политической идеи = Fear: The History of a Political Idea. — Территория будущего, Прогресс-Традиция, 2007. — 368 с. — ISBN 5-91129-047-2
- Реакционный дух: консерватизм от Эдмунда Берка до Сары Пэйлин = The Reactionary Mind: Conservatism from Edmund Burke to Sarah Palin. — М.: Изд. Института Гайдара, 2013. – 310 с. — ISBN 978-5-93255-349-7